# Mengjiaxi (köpinghuvudort i Kina, Hubei Sheng, lat 29,85, long 112,09)
Mengjiaxi är en köpinghuvudort i Kina. Den ligger i provinsen Hubei, i den centrala delen av landet, omkring 230 kilometer väster om provinshuvudstaden Wuhan. Antalet invånare är 37 006. Befolkningen består av 18 603 kvinnor och 18 403 män. Barn under 15 år utgör 12,0 %, vuxna 15-64 år 76 %, och äldre över 65 år 10,0 %.
Runt Mengjiaxi är det tätbefolkat, med 442 invånare per kvadratkilometer. Närmaste större samhälle är Zhangzhuangpu, 15,9 km väster om Mengjiaxi. Trakten runt Mengjiaxi består till största delen av jordbruksmark.
Genomsnittlig årsnederbörd är 1 563 millimeter. Den regnigaste månaden är maj, med i genomsnitt 235 mm nederbörd, och den torraste är december, med 28 mm nederbörd.